# Торська сільська рада
| Торська сільська рада — колишній орган місцевого самоврядування у Костянтинівському районі Донецької області з адміністративним центром у с. Торське. Сільській раді підпорядковані населені пункти: - с. Торське - с. Новопавлівка - с. Павлівка - с. Петрівка - с-ще Приют - с. Райське - с. Торецьке |

## Склад ради
Рада складається з 16 депутатів та голови.

## Керівний склад сільської ради
| ПІБ                          | Основні відомості                                                         | Дата обрання | Дата звільнення |
| ---------------------------- | ------------------------------------------------------------------------- | ------------ | --------------- |
| Удовіченко Тетяна Миколаївна | Сільський голова, 1965 року народження, освіта, член Партії регіонів      | 26.03.2006   | 31.10.2010      |
| Удовиченко Тетяна Миколаївна | Сільський голова, 1965 року народження, освіта вища, член Партії регіонів | 31.10.2010   |                 |

Примітка: таблиця складена за даними джерела